# Atyria tenuis
Atyria tenuis är en fjärilsart som beskrevs av W. Warren 1905. Atyria tenuis ingår i släktet Atyria och familjen mätare. Inga underarter finns listade i Catalogue of Life.